# Ngô quốc thái
Ngô quốc thái (giản thể: 吴国太; phồn thể: 吳國太) là nhân vật hư cấu trong tiểu thuyết Tam quốc diễn nghĩa của La Quán Trung.
Trong tiểu thuyết, nhân vật này là vợ thứ Tôn Kiên – tướng nhà Hán và là người đặt cơ sở hình thành nước Đông Ngô thời Tam Quốc trong lịch sử Trung Quốc.

## Trước trận Xích Bích
Theo sự sáng tác của La Quán Trung, bà là em gái Ngô phu nhân – vợ cả của Tôn Kiên. Bà được Tôn Kiên lấy làm thiếp thất. Ngô quốc thái chỉ bắt đầu xuất hiện sau cái chết của chị bà – Ngô phu nhân. Bà trở thành người thay mẹ Tôn Quyền, ít nhiều tham gia việc chính trị đối với những việc hệ trọng của Giang Đông.
Khi quân Tào Tháo đánh chiếm Kinh châu và áp sát Giang Đông, bà nhắc Tôn Quyền về lời trăng trối của Tôn Sách: "Việc trong không quyết được thì hỏi Trương Chiêu, việc ngoài không quyết được thì hỏi Chu Du". Tôn Quyền sực nhớ, triệu tập Chu Du về hỏi kế chống Tào và đánh thắng quân Tào trong trận Xích Bích.
Các nhà nghiên cứu lý giải vai trò của nhân vật hư cấu Ngô quốc thái: thực chất, La Quán Trung muốn Ngô quốc thái đóng vai người nhắc Tôn Quyền về lời trăng trối của Tôn Sách trong việc sử dụng nhân tài (Trương Chiêu và Chu Du). Tôn Sách dặn lại Ngô phu nhân hồi 29, nhưng tới năm 202 (hoặc 207) Ngô phu nhân đã mất, mà Trương Chiêu đứng ra nhắc điều đó cho Tôn Quyền không thích hợp, nên La Quán Trung dựng ra nhân vật Ngô quốc thái với vai trò như một người mẹ thay thế để nhắc Tôn Quyền.
Các nhà nghiên cứu khẳng định: không chỉ nhân vật Ngô quốc thái mà ngay cả di ngôn của Tôn Sách đều là hư cấu.

## Trong đám cưới Lưu-Tôn
Ngô quốc thái còn xuất hiện tại hồi 54 khi Lưu Bị sang Giang Đông cưới Tôn phu nhân – em gái Tôn Quyền. Bà ra sức ủng hộ cuộc hôn nhân giữa Tôn phu nhân với Lưu Bị mà Tôn Quyền và Chu Du vốn không thực bụng muốn tiến hành, chỉ cốt nhử Lưu Bị sang Giang Đông để bắt làm con tin nhằm lấy lại Kinh châu. Ngô quốc thái xuất hiện xem mặt con rể Lưu Bị trên chùa còn có tác dụng thứ 2: là một tác nhân phá ý đồ "hôn nhân giả" của Tôn Quyền và Chu Du. Kết quả Lưu Bị vẫn lấy được em gái Tôn Quyền về Kinh châu một cách an toàn, còn Chu Du, vì mưu đồ bất thành, đã uất ức bệnh tình càng thêm nặng. Đó chính là lần thứ 2 Chu Du bị Gia Cát Lượng chọc giận.
Tại hồi 61, Ngô quốc thái còn được nhắc tới một cách gián tiếp. Tôn Quyền và các mưu sĩ lấy lý do bà bị ốm để sai người sang Kinh châu đón Tôn phu nhân về Giang Đông.